# Annar Ryen
Annar Ryen est un fondeur norvégien, né le 19 octobre 1909 et décédé le 9 mars 1985.

## Biographie
Il est membre des clubs IL Nansen et Tynset IF. Aux Championnats du monde 1937, il est médaillé d'or au relais et est notamment douzième au dix-huit kilomètres, son meilleur résultat individuel dans un grand championnat. Son plus grand succès individuel a lieu aux Jeux du ski de Lahti en 1936, où en remportant le cinquante kilomètres, il devient le premier fondeur norvégien vainqueur dans cette compétition.
Il reçoit la Médaille Holmenkollen en 1940, année où il obtient un titre de champion de Norvège en relais.

## Palmarès

### Championnats du monde
- Championnats du monde 1937 à Chamonix :
  -  Médaille d'or au relais 4 × 10 km.